# Phacusosia xanthosoma
Phacusosia xanthosoma là một loài bướm đêm thuộc phân họ Arctiinae, họ Erebidae.